# Peter Drucker
Peter Ferdinand Drucker (ur. 19 listopada 1909 w Wiedniu, zm. 11 listopada 2005 w Claremont) – ekspert ds. zarządzania, wykładowca akademicki, badacz procesów organizacji i zarządzania w korporacjach oraz organizacjach non-profit. Uważany za jednego z najwybitniejszych myślicieli i teoretyków zarządzania XX wieku.

## Życiorys
Peter Drucker uzyskał stopień doktorski na Uniwersytecie Frankfurckim. Pracował jako dziennikarz w Niemczech, jednak po dojściu do władzy Adolfa Hitlera w 1933 wyjechał do Wielkiej Brytanii. W 1937 przeprowadził się do Stanów Zjednoczonych, gdzie rozpoczął pracę jako korespondent kilku brytyjskich gazet, ekonomista i konsultant. W latach 1942−1949 wykładowca w Bennington College, od 1952 – profesor zarządzania na Uniwersytecie Nowojorskim. Od 1971 wykładał w Claremont Graduate University.
W swoich publikacjach przedstawiał nową rolę menedżera w organizacji. Wskazywał na złożoność zadań wpisanych w funkcje menedżerskie oraz na złożoność procesów zarządzania we współczesnej gospodarce rynkowej. Dowodził, jak znaczącym potencjałem dysponuje przedsiębiorstwo oraz, jakie możliwości postępu kryje w sobie zarządzanie.
Był autorem ponad 30 książek i artykułów podkreślających potrzebę innowacyjności, przedsiębiorczości i nowych strategii działania w szybko zmieniającym się świecie. Określano go jako wizjonera zarządzania za podkreślenie wagi osobistego zaangażowania pracowników dla sukcesu organizacji.
Drucker uważał, że podstawowe znaczenie dla prowadzenia biznesu jest zaspokojenie potrzeb klienta, który określa wartość, za którą jest gotów zapłacić. Był twórcą koncepcji zarządzania przez cele (ang. management by objectives, MBO), którą opisał w książce The Practice of Management (1954). Jako jeden z pierwszych teoretyków zarządzania podkreślił – w swojej książce Landmarks of Tomorrow (1959) – znaczenie wiedzy w procesie produkcji. Był także autorem pojęcia „pracownik wiedzy” (ang. knowledge worker).
Jedną z jego największych fascynacji był wolontariat oraz organizacje non-profit. Drucker uważał, że wolontariat daje ludziom ogromną szansę rozwoju osobistego i uczenia się, pozwala na samorealizację oraz wzmocnienie relacji z innymi ludźmi. Rekomendował angażowanie się w wolontariat menedżerom.
Prezydent George W. Bush odznaczył Druckera w 2002 Medalem Wolności. Okrzyknięto go wówczas „najwybitniejszym pionierem teorii zarządzania na świecie”.

## Podstawowe założenia
Peter Drucker wyróżnił siedem cech, które charakteryzują dobre zarządzanie:
- 1. Zarządzanie dotyczy przede wszystkim ludzi.
- 2. Zarządzanie jest głęboko osadzone w kulturze.
- 3. Zarządzanie wymaga prostych i zrozumiałych wartości, celów działania i zadań, jednoczących uczestników organizacji.
- 4. Zarządzanie powinno doprowadzić do tego, by organizacja była zdolna do uczenia się.
- 5. Zarządzanie wymaga komunikowania się.
- 6. Zarządzanie wymaga rozbudowanego systemu wskaźników.
- 7. Zarządzanie musi być jednoznacznie zorientowane na podstawowy i najważniejszy rezultat, jakim jest zadowolony klient.